# Semaine 50
D'après la norme ISO 8601, une semaine débute un lundi et s'achève un dimanche, et une semaine dépend d'une année lorsqu'elle place une majorité de ses sept jours dans l'année en question, soit au moins quatre. Dès lors, la semaine 50 est la semaine du cinquantième jeudi de l'année. Elle suit la semaine 49 et précède la semaine 51 de la même année.
La semaine 50 est pratiquement toujours la semaine du 13 décembre, sauf exceptionnellement, dans le cas d'une année bissextile commençant un jeudi.
Elle commence au plus tôt le 6 décembre et au plus tard le 13 décembre.
Elle se termine au plus tôt le 12 décembre et au plus tard le 19 décembre.

## Notations normalisées
La semaine 50 dans son ensemble est notée sous la forme W50 pour abréger.
| Jour de la semaine 50 | Notation |
| --------------------- | -------- |
| Lundi                 | W50-1    |
| Mardi                 | W50-2    |
| Mercredi              | W50-3    |
| Jeudi                 | W50-4    |
| Vendredi              | W50-5    |
| Samedi                | W50-6    |
| Dimanche              | W50-7    |

## Cas de figure
| Cas | Le 31 décembre est… | L'année est une année… | Le cinquantième jeudi de l'année tombe… | La semaine 50 débute… | La semaine 50 s'achève… | Premier cas après 2008 |
| --- | ------------------- | ---------------------- | --------------------------------------- | --------------------- | ----------------------- | ---------------------- |
| 0   | Un vendredi         | bissextile DC          | Le 9 décembre                           | Le lundi 6 décembre   | Le dimanche 12 décembre | 2032                   |
| 1   | Un jeudi            | D ou ED                | Le 10 décembre                          | Le lundi 7 décembre   | Le dimanche 13 décembre | 2009                   |
| 2   | Un mercredi         | E ou FE                | Le 11 décembre                          | Le lundi 8 décembre   | Le dimanche 14 décembre | 2014                   |
| 3   | Un mardi            | F ou GF                | Le 12 décembre                          | Le lundi 9 décembre   | Le dimanche 15 décembre | 2013                   |
| 4   | Un lundi            | G ou AG                | Le 13 décembre                          | Le lundi 10 décembre  | Le dimanche 16 décembre | 2018                   |
| 5   | Un dimanche         | A ou BA                | Le 14 décembre                          | Le lundi 11 décembre  | Le dimanche 17 décembre | 2017                   |
| 6   | Un samedi           | B ou CB                | Le 15 décembre                          | Le lundi 12 décembre  | Le dimanche 18 décembre | 2011                   |
| 7   | Un vendredi         | C                      | Le 16 décembre                          | Le lundi 13 décembre  | Le dimanche 19 décembre | 2010                   |

1. 1 2 3  Dans ce cas, l'année compte une semaine 53.